# Fabian de la Rosa
Artykuł ten został zgłoszony do umieszczenia na stronie głównej w rubryce „Czy wiesz”.
Pomóż nam go sprawdzić: oceń zgłoszoną nominację.
Fabian de la Rosa (ur. 5 maja 1869, zm. 14 grudnia 1937) – filipiński malarz.

## Życiorys
Urodził się w Paco w stołecznej Manili. Był synem Marcosa de la Rosy oraz Gregorii Cueto. Jego pierwszą nauczycielką malarstwa była ciotka, Mariana de la Rosa. Kształcił się następnie w Escuela de Bellas Artes y Dibujo, po czym udał się do Europy. Tam również kontynuował swą formację artystyczną, jego prace wystawiano zresztą na przykład w madryckim Ateneum. Wspierany był przez filantropa oraz mecenasa sztuki Aristona Bautistę. Był pierwszym rdzennym Filipińczykiem kierującym Szkołą Sztuk Pięknych Uniwersytetu Filipińskiego. Poślubił Gorgonię Tolentino, para nie doczekała się wszakże potomstwa. Był krewniakiem Fernanda Amorsolo, istotnej postaci w dziejach krajowego malarstwa, nagrodzonej Orderem Narodowego Artysty Filipin. Zmagał się z problemami zdrowotnymi związanymi z wątrobą. Stały się one ostatecznie przyczyną jego śmierci. Zmarł 14 grudnia 1937 w manilskim Quiapo. Pośmiertnie uhonorowano go Patnubay ng Sining at Kalinangan, nagrodą za osiągnięcia artystyczne przyznawaną przez władze miejskie Manili.
Pozostawił po sobie bogaty i różnorodny dorobek artystyczny, obejmujący przeszło tysiąc obrazów. Krytycy sztuki pochylający się nad jego karierą wyróżniają w niej trzy zasadnicze etapy. Pierwszy z nich określany jest jako akademicki. Zalicza się doń takie takie prace jak Planting Rice (1921), zdobywcę złotego medalu na wystawie międzynarodowej w Saint Louis w 1904, a także Death of General Lawton, zdobywcę brązowego medalu na tej samej wystawie. Drugi etap, w którym twórca poświęcał więcej uwagi atmosferze swoich prac, przyniósł takie dzieła jak El Kundiman czy Marikina Road. Trzeci i końcowy etap jego aktywności twórczej to z kolei skupienie się przede wszystkim na grze kolorów. Typowym jego reprezentantem jest pejzaż Fishermen’s Huts, na którym to uchwycono wyspę Balut w manilskim Tondo. Wśród innych prac de la Rosy wymienić można Landscape With Dark Trees (1927), La pintura (1926) La bordadora (około 1926) oraz View of Sta. Ana..